# الانتقام الحلو (مسلسل)
الانتقام الحلو (بالتركية: Tatlı İntikam) هو مسلسل تركي تم عرضه لإول مرة يوم 26 مارس 2016 على قناة كانال دي التركية.

## قصة المسلسل
تدور أحداثه حول شاب (Furkan Andıç) اسمه تانكوت سنان في الجامعة يغرم بفتاة (Leyla Lydia Tuğutlu) اسمها بيلين و يحاول أن يحصل على حبها بكل الطرق.لكنه يتعرض للرفض منها وبعد عدة أعوام يأتي يوم زفاف بيلين ويتركها زوجها في ليلة زفافها، وفي أحد الأيام تخبرها امرأة غربية بان سبب حصول ذلك لها بسبب جرحها لمشاعر شخص وايذائه وبسبب ذلك حصلت على كارما سيئة، ثم تبدأ بيلين تبحث عن الأشخاص الذين جرحهتم كي تتخلص من هذه الكارما ثم تجد سنان الذي سياخذ انتقامه الحلو منها، ثم ستتطور الأحداث وتبدا بيلين بحب والشعور نحو سنان.

## روابط خارجية
- الإنتقام الحلو على موقع IMDb (الإنجليزية)
- الإنتقام الحلو على موقع كينوبويسك (الروسية)
- الإنتقام الحلو على موقع قاعدة بيانات الفيلم (الإنجليزية)